# بالای دنیا (ترانه دیکسی چیکس)
«بالای دنیا» (به انگلیسی: Top of the World) تک‌آهنگی از پتی گریفین است. این تک‌آهنگ در آلبوم زنگ نقره‌ای قرار داشت. گروه دیکسی چیکس نیز این ترانه را بازخوانی کردند.